# Kuangwang
Król Kuang z dynastii Zhou (chiński: 周匡王; pinyin: Zhōu Kūang Wáng) – dwudziesty władca tej dynastii i ósmy ze wschodniej linii dynastii Zhou. Rządził w latach 612-607 p.n.e. Jego następcą został jego brat, Dingwang.